# السيارة الخارقة هيابوزا
السيارة الخارقة هيابوزا مسلسل أنمي ياباني من إنتاج إستديو توي أنيميشن عرض لأول مره في 2 أبريل 1976 واستمر عرضه حتى 17 سبتمبر 1976 . تمت دبلجة المسلسل للغة العربية.

## روابط خارجية
- قالب:Dopp
- السيارة الخارقة هيابوزا على موقع ANN anime (الإنجليزية)